# C'est pas du bronze
Albums de Jacques Dutronc
Guerre et Pets
(1980) CQFD…utronc
(1987)
C’est pas du bronze est un disque 33 tours de Jacques Dutronc sorti en 1982 chez Gaumont Musique.
Dans cet album, l'auteur de la plupart des paroles est Anne Segalen, qui avait déjà cosigné des textes avec Jacques Lanzmann, dont elle était la compagne, notamment en 1968 et 1969 sur Il est cinq heures et L'Opportuniste, les deuxième et troisième 33 tours de Dutronc.
Comme il l'avait peu fait auparavant, Dutronc y signe les textes de quelques chansons : Tous les goûts sont dans ma nature (qu'il reprendra en 1995 sur Brèves Rencontres en duo avec Étienne Daho et qui sera classée au Top 50), Savez-vous planquer vos sous (titre le plus programmé de ce 33 tours), et L'Autruche.
Les arrangements sont de Robbi Finkel (en).
Il s'en vend 123 000 copies.

## Liste des chansons
| No  | Titre                              | Durée |
| --- | ---------------------------------- | ----- |
| 1.  | C'est pas du bronze                |       |
| 2.  | Tous les goûts sont dans ma nature |       |
| 3.  | Savez-vous planquer vos sous       |       |
| 4.  | L'Écorchée vive                    |       |
| 5.  | L'Autruche                         |       |
| 6.  | Le Cœur lourd dans mon poids lourd |       |
| 7.  | Vidéo gratias                      |       |
| 8.  | Remue-ménages                      |       |
| 9.  | Berceuse                           |       |
| 10. | Transit aigu                       |       |